# The White Flower
The White Flower è un film muto del 1923 sceneggiato e diretto da Julia Crawford Ivers.

## Trama
Una maga predice a Konia Markham, figlia di un americano e di una donna hawaiana, che l'uomo della sua vita sarà quello che le si presenterà con un fiore bianco. Durante un banchetto, Bob Rutherford le offre una gardenia bianca. Il gesto provoca la gelosia di David Panuahi, un corteggiatore respinto, che persuade Konia di mettere una maledizione su Ethel, la fidanzata di Bob. La devozione di Bob nei confronti della cagionevole fidanzata ammorbidisce Konia che rimuove la maledizione. La ragazza, pentita, sta per lanciarsi nel cratere del vulcano quando Bob, che è stato lasciato libero da Ethel, la salva e le dichiara il suo amore.

## Produzione
Il film fu prodotto dalla Famous Players-Lasky Corporation. Venne girato alle Hawaii.

## Distribuzione
Il copyright del film, richiesto dalla Famous Players-Lasky Corp., fu registrato il 2 dicembre 1923 con il numero LP18722.
Distribuito dalla Paramount Pictures, il film - presentato da Adolph Zukor - uscì nelle sale cinematografiche statunitensi il 4 marzo 1923 dopo essere stato presentato in prima a New York il 25 febbraio.
Non si conoscono copie ancora esistenti della pellicola che viene considerata presumibilmente perduta.
Il film viene citato in The Silent Feminists: America's First Women Directors del 1993, un documentario di Jeffrey Goodman e Anthony Slide.